# Les Miens (film)
Ne doit pas être confondu avec Les Miens (Jean Daniel).
Pour plus de détails, voir Fiche technique et Distribution.
Les Miens est un film français réalisé par Roschdy Zem et sorti en 2022.

## Synopsis
Moussa est un homme doux et gentil, père et employé dévoué. Divorcé, Il s'est remarié avec une Marocaine qui ne répond plus à ses appels téléphoniques. Il vide donc ses armoires de ses affaires et envisage de s'en débarrasser.
Son frère Ryad présente à la télévision une émission consacrée au football. Sa famille lui reproche son égocentrisme.
Un soir, alors qu'il fête l'anniversaire d'une collègue, Moussa chute et se cogne violemment la tête. Les médecins diagnostiquent un traumatisme crânien. Sa personnalité change alors complètement. Il critique violemment sa sœur Samia, dévouée, constamment sollicitée par son entourage, mais parfois un peu envahissante. Il se brouille aussi avec sa fille Nesrine, dont il trouve les études au Canada trop onéreuses, et son fils Amir qu'il juge accro aux jeux vidéos. Il se fâche avec Samia et son frère Salah, qui ont donné les habits de son épouse marocaine à une association caritative, alors qu'il avait donné son accord dans un premier temps. Ses accès de colère sèment la zizanie au sein de la famille, d'autant que Ryad donne raison à Moussa.
Ryad profite d'un déplacement professionnel pour emmener Moussa passer quelques jours en Normandie. L'état de Moussa s'améliore, il accepte l'échec de son mariage marocain et obtient le divorce. La famille retrouve progressivement un nouvel équilibre.

## Fiche technique
Sauf indication contraire, les informations mentionnées dans cette section peuvent être confirmées par la base de données cinématographiques IMDb,  présente dans la section « Liens externes ».
- Titre français : Les Miens
- Réalisation : Roschdy Zem
- Scénario : Roschdy Zem et Maïwenn
- Photographie : Julien Poupard
- Montage : Pierre Deschamps
- Musique : Maxence Dussère
- Pays de production :  France
- Langue originale : français
- Format : couleur
- Genre : drame
- Durée : 85 minutes
- Dates de sortie : 
  - Italie : septembre 2022 (Mostra de Venise 2022)
  - France : 23 novembre 2022 (sortie nationale)
  - Suisse romande : 23 novembre 2022

## Distribution
Sauf indication contraire, les informations mentionnées dans cette section peuvent être confirmées par la base de données cinématographiques Allociné,  présente dans la section « Liens externes ».
- Sami Bouajila : Moussa
- Maïwenn : Emma, femme de Ryad
- Roschdy Zem : Ryad, frère de Moussa
- Rachid Bouchareb : Salah, frère de Moussa
- Meriem Serbah : Samia, sœur de Moussa
- Abel Jafri : Adil, frère de Moussa
- Nina Zem : Nesrine, fille de Moussa
- Carl Malapa : Amir, fils aîné de Moussa
- Lila Fernandez : Lila, fille cadette de Moussa
- Chad Zem : fils de Ryad
- Anaïde Rozam : Anna, fille de Samia
- Farida Ouchani : Zohra, femme de Salah

## Production

### Genèse du film
L'histoire est inspirée de la vie du réalisateur, dont le frère a été victime d'un traumatisme crânien ayant entraîné un changement notable de personnalité.

## Accueil

### Accueil critique
Sur le site Allociné, le film obtient une note de 3,6⁄5, après avoir recensé 30 critiques.

### Box-office
Pour son premier jour d'exploitation en France, Les Miens réalise 18 135 entrées, dont 5 908 en avant-première, pour un total de 1 195 séances. Ainsi, le long-métrage se place en seconde position du box-office des nouveautés pour son premier jour, derrière Le Menu (22 164) et devant Saint-Omer (10 816).
Au bout d'une première semaine d'exploitation, le long-métrage totalise 98 004 entrées, pour une sixième place au box-office, derrière Reste un peu (113 050) et devant Mascarade (77 221).
| Pays ou région | Box-office      | Date d'arrêt du box-office | Nombre de semaines |
| -------------- | --------------- | -------------------------- | ------------------ |
| France         | 203 167 entrées | 17 janvier 2023            | 8                  |
| Total mondial  | - $             | -                          | -                  |

### Sélections
- Mostra de Venise 2022 : sélection officielle[6]
- Festival international du film de La Roche-sur-Yon 2022[7]
- Festival du cinéma méditerranéen de Montpellier 2022[8]